# Like a Song...
Like a Song... – piosenka rockowej grupy U2, pochodząca z jej wydanego w 1983 roku albumu War. Jest czwartym utworem na tej płycie. Znalezienie jej wykonania na żywo jest bardzo trudne, ponieważ była grana zaledwie kilka razy tuż po wydaniu albumu.